# 2-я гвардейская танковая армия

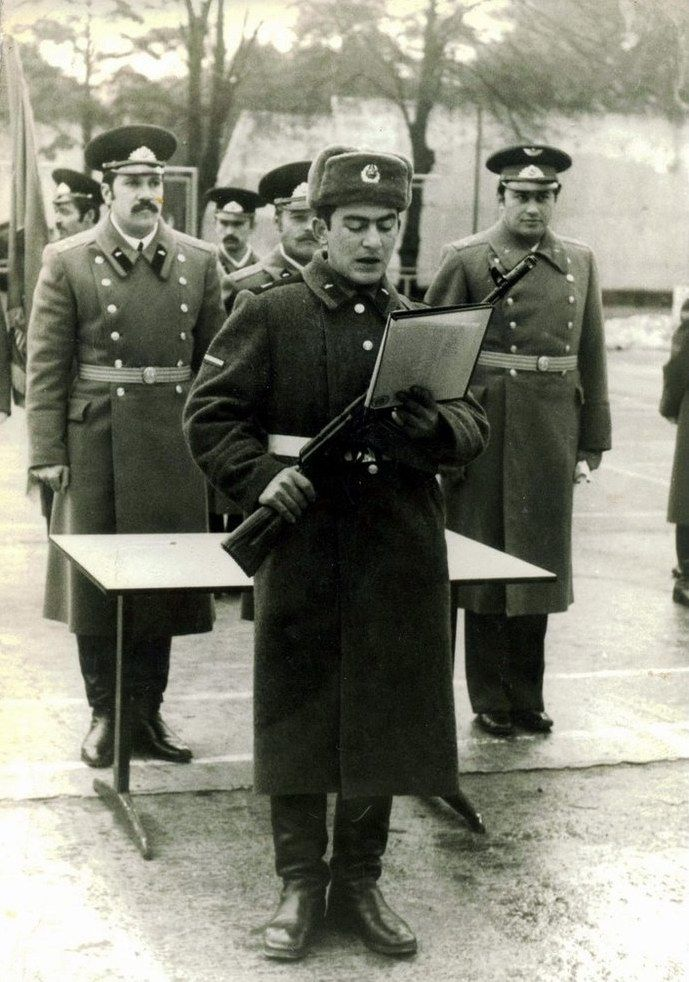
"Я, гражданин Союза Советских Социалистических Республик, вступая в ряды … ., Военная присяга в 21-й мсд 2-й гв. ТА, ГСВГ. Перлеберг, ГДР

2-я гвардейская танковая армия (сокр. 2 гв. ТА, в/ч 04085) — оперативное войсковое объединение танковых войск, в составе фронтов, позднее в составе Группы советских войск в Германии.
Штаб к 1991 году располагался в Фюрстенберге.

## История
2-я танковая армия сформирована в феврале 1943 года на базе 3-й резервной армии Брянского фронта. Первоначально в неё входили 11-й и 16-й танковые корпуса, 60-я, 112-я и 194-я, 115-я стрелковые дивизии, 28-я лыжная, 11-я гвардейская танковая бригады, другие части.
2-я гвардейская танковая армия приказом Народного комиссара обороны СССР № 0376 от 20 ноября 1944 года была преобразована из 2-й танковой армии в составе 1-го Белорусского фронта.
В Варшавско-Познанской операции, введённая в прорыв 16 января в полосе 5-й ударной армии, 2-я гвардейская танковая армия развивала наступление на Иновроцлав и Кюстрин. 28 января 1945 года 2-я гвардейская танковая армия сходу прорвала Померанский вал. За 15 суток армия с боями прошла более 700 км. Армия также успешно действовала в Восточно-Померанской операции.
19 марта армия была выведена в резерв, где находилась до 24 апреля.
Во время Берлинской наступательной операции армия отличилась при прорыве обороны противника на подступах к Берлину и штурме города. Как вспоминал маршал бронетанковых войск С. И. Богданов, вскоре после окончания войны у него состоялся разговор с Верховным Главнокомандующим, в ходе которого Сталин сказал, что до Берлинской операции и боёв за Зееловские высоты он считал лучшей танковой армией в Красной армии 1-ю гвардейскую танковую армию, но после Берлинской операции и по итогам всей войны именно 2-я гвардейская танковая армия вышла на первое место.
За боевые заслуги в годы Великой Отечественной войны 103 352 воина 2-й гвардейской танковой армии награждены орденами и медалями, причём 221 из них присвоено звание Героя Советского Союза. 24 раза весь личный состав армии удостаивался благодарности Верховного Главнокомандующего.

### Послевоенное время
С окончанием войны армия вошла в состав Группы советских оккупационных войск в Германии (ГСВГ, ЗГВ). Штаб армии был расположен в городе Фюрстенберг.
В июне 1945 года 2-я гвардейская танковая армия преобразована во 2-ю гвардейскую механизированную армию.
7 сентября 1945 года армия участвовала в Берлинском Параде Победы.
В апреле 1957 года обратно переформирована во 2-ю гвардейскую танковую армию.
22 февраля 1968 г. Указом Президиума Верховного Совета СССР 2-я Гв. ТА награждена орденом Красного Знамени.
По состоянию на середину 1980-х годов фактически являлась по своему составу общевойсковой армией.
В 1993 г. армия выведена с территории Германии и вошла в состав Приволжского военного округа. Здесь в соответствии с директивой Главного штаба Сухопутных войск от 11 ноября 1993 г. управление 2-й гвардейской танковой Краснознаменной армии переведено на новый штат и получило наименование управления гвардейской Краснознамённой общевойсковой армии.
В соответствии с приказом Министра обороны Российской Федерации от 3 августа 1997 г. № 040 и директивой Главнокомандующего Сухопутными войсками от 25 декабря 1997 года № 453/1/0820 управление армии расформировано, а её соединения и воинские части переданы в состав Приволжского военного округа.
В соответствии с Указом Президента Российской Федерации от 19 ноября 2002 г. № 1337 общевойсковому объединению переданы почетное наименование гвардейской, Боевое знамя и государственная награда 2-й гвардейской танковой Краснознаменной армии.

## Командование (года)

### Командующий
- гвардии генерал-лейтенант танковых войск Радзиевский, Алексей Иванович (22.11.1944 — 7.01.1945)
- гвардии генерал-полковник танковых войск, с 1.06.45 маршал бронетанковых войск Богданов, Семён Ильич (7.01.1945 — 28.05.1947)
- гвардии генерал-лейтенант танковых войск Радзиевский, Алексей Иванович (28.05.1947 — 18.09.1950)
- гвардии генерал-майор танковых войск, с 1953 генерал-лейтенант танковых войск Бабаджанян, Амазасп Хачатурович (18.09.1950 — 30.05.1956)
- гвардии генерал-лейтенант танковых войск Шапошников, Матвей Кузьмич[6] (30.05.1956 — 23.05.1960)
- гвардии генерал-лейтенант Лихачёв, Борис Сергеевич (23.05.1960 — 28.01.1965)
- гвардии генерал-лейтенант танковых войск Куркоткин, Семён Константинович (28.01.1965 — 07.07.1965)
- гвардии генерал-лейтенант танковых войск Курцев, Борис Викторович (07.07.1965 — 16.12.1966)
- гвардии генерал-лейтенант Куликов, Виктор Георгиевич (февраль 1967 — 04.05.1967)
- гвардии генерал-майор танковых войск, с 1967 генерал-лейтенант танковых войск Говоров, Владимир Леонидович (01.07.1967 — 28.05.1969)
- гвардии генерал-майор, с 1970 генерал-лейтенант Тенищев, Иван Иванович (28.05.1969 — 19.07.1972)
- гвардии генерал-лейтенант Сорокин, Михаил Иванович (19.08.1972 — 19.08.1974)
- гвардии генерал-майор танковых войск, с 13 февраля 1976 года генерал-лейтенант танковых войск Кириллов, Анатолий Иванович (19.08.1974 — 06.1976)
- гвардии генерал-майор, с 27 октября 1977 генерал-лейтенант танковых войск Грачёв, Николай Фёдорович (июнь 1976 — июль 1980)
- гвардии генерал-майор, с 30 октября 1982 года генерал-лейтенант танковых войск Шуралев, Владимир Михайлович (октябрь 1980 — март 1984)
- гвардии генерал-лейтенант Семенчуков, Владимир Ильич (март 1984 — февраль 1985)
- гвардии генерал-майор, с 31 октября 1986 генерал-лейтенант танковых войск Рущенков, Владимир Павлович (февраль 1985 — май 1988)
- гвардии генерал-лейтенант Миронов, Валерий Иванович (май 1988 — январь 1989)
- гвардии генерал-майор, с 7 февраля 1991 генерал-лейтенант Румянцев, Станислав Степанович (01.03.1989 — 04.05.1991)
- гвардии генерал-лейтенант Собков Василий Тимофеевич (май 1991 — июнь 1992)
- гвардии генерал-майор, с 1992 генерал-лейтенант Попов, Владимир Иванович (июнь 1992 — август 1994)
- гвардии генерал-лейтенант Баранов, Александр Иванович (1994—1996)
- гвардии генерал-лейтенант Макаров, Николай Егорович (1996—1997)
- гвардии генерал-майор Агеев, Валерий Петрович (ноябрь 1997 — апрель 1998), врио

### Члены Военного совета
- гвардии генерал-майор танковых войск Латышев, Пётр Матвеевич (с 20 ноября 1944 года до конца войны)

### Заместители командующего
- гвардии генерал-майор танковых войск Котов, Пётр Васильевич (стажировался) (10 февраля 1945 — 17 марта 1945)
- гвардии генерал-майор танковых войск Григорьев, Василий Ефимович (22 апреля 1945 — сентябрь 1946)
- гвардии генерал-майор Ачалов, Владислав Алексеевич (1984—1985)

### Начальники штаба
- гвардии полковник Базанов, Иван Николаевич (20.11.1944 — 7.01.1945)
- гвардии генерал-лейтенант танковых войск Радзиевский, Алексей Иванович (7.01.1945 — 28.05.1947)
- гвардии генерал-майор танковых войск Салминов, Михаил Фёдорович (28.05.1947 — 14.03.1949)
- гвардии генерал-майор танковых войск Бабаджанян, Амазасп Хачатурович (14.03.1949 — 18.09.1950)
- гвардии генерал-майор танковых войск Шапошников, Матвей Кузьмич (22.12.1950 — 30.12.1952)
- гвардии полковник, с 3 августа 1953 генерал-майор танковых войск Демехин, Михаил Георгиевич (30.12.1952 — 09.03.1959)
- гвардии генерал-майор танковых войск Шарымов, Павел Сергеевич (12.03.1959 — 20.12.1960)
- гвардии генерал-майор танковых войск Хамов, Пётр Филиппович (20.12.1960 — 20.09.1963)
- гвардии генерал-майор Говоров, Владимир Леонидович (20.09.1963 — 01.07.1967)
- гвардии генерал-майор Давыдов, Тихон Владимирович (01.07.1967 — 11.06.1970)
- гвардии генерал-майор танковых войск Стычинский, Сергей Александрович (11.06.1970 — 07.1973)
- гвардии генерал-майор танковых войск Дёмин, Вениамин Аркадьевич (07.1973 — 26.06.1975)

### Командующие БТ и МВ
- гвардии полковник Панов, Михаил Фёдорович, (10.11.1942 — 28.04.1943)
- гвардии генерал-майор т/в	Юдин, Павел Алексеевич, (02.06.1943 — 10.11.1944)
- гвардии полковник Головчанский, Митрофан Яковлевич, (00.09.1944 — 00.12.1945)

### Начальникполитического отдела
- гвардии полковник Литвяк, Михаил Моисеевич (с 20 ноября 1944 года до конца войны)
- гвардии генерал-майор танковых войск Липодаев, Иван Алексеевич (13.3.1946 — 2.7.1947).
- гвардии генерал-майор танковых войск Соколов, Иван Митрофанович (1948—1950)

## Состав
| По состоянию на 1 декабря 1944 года: - управление (штаб) - 1-й механизированный корпус - 9-й гвардейский танковый корпус - 9-й танковый корпус - 198-я лёгкая артиллерийская бригада - 18-я моторизованная инженерная бригада - 5-й гвардейский мотоциклетный полк - 86-й гвардейский миномётный полк - 87-й мотоциклетный батальон - 591-я отдельная армейская авиационная Демблинская эскадрилья связи | По состоянию на 1 мая 1945 года: - 9-й гвардейский танковый корпус. - 12-й гвардейский танковый корпус. - 1-й механизированный корпус. - 24-я зенитная артиллерийская дивизия. - 198-я легкая артиллерийская бригада. - 20-я истребительно-противотанковая артиллерийская бригада. - 18-я моторизованная инженерная бригада. - 6-й гвардейский тяжелый танковый полк. - 5-й гвардейский мотоциклетный полк. - 86-й гвардейский миномётный полк - 94-й гвардейский миномётный полк - 16-й гвардейский мотоциклетный батальон. - 227 Армейский запасной стрелковый полк - 15-я гвардейская отдельная армейская авиационная эскадрилья связи |

### 1991 год
- Штаб армии и 240-й отдельный батальон охраны и обеспечени (г. Фюрстенберг)
- 16-я гвардейская танковая Уманьская ордена Ленина, Краснознамённая, ордена Суворова дивизия (г. Нойштрелиц), войсковая часть полевая почта 58800

Всего: 250 танков Т-80, 442 БМП (256 БМП-2, 157 БМП-1, 29 БРМ-1К), 26 БТР (7 БТР-80, 4 БТР-70, 15 БТР-60), 126 САУ (72 2С1, 54 2С3), 36 миномётов 2С12, 18 РСЗО Град;
- 21-я мотострелковая Таганрогская Краснознамённая, ордена Суворова дивизия (г. Перлеберг), вч пп 58369

Всего: 155 танков Т-80, 442 БМП (134 БМП-2, 187 БМП-1, 29 БРМ-1К), 299 БТР (282 БТР-70, 17 БТР-60), 125 САУ (72 2С1, 53 2С3), 72 миномёта 2С12, 18 РСЗО Град;
- 94-я гвардейская мотострелковая Звенигородско-Берлинская ордена Суворова дивизия (г. Шверин), вч пп 35882

Всего: 274 танков Т-64, 166 БМП (51 БМП-2, 101 БМП-1, 14 БРМ-1К), 289 БТР (6 БТР-70, 283 БТР-60), 90 САУ (36 2С1, 54 2С3), 36 орудий Д-30, 54 миномёта 2С12, 18 РСЗО Град;
- 207-я мотострелковая Померанская Краснознамённая, ордена Суворова дивизия (г. Штендаль), вч пп 83051

Всего: 155 танков Т-80, 348 БМП (134 БМП-2, 185 БМП-1, 29 БРМ-1К), 346 БТР (292 БТР-80, 54 БТР-60), 126 САУ (72 2С1, 54 2С3), 72 миномёта 2С12, 18 РСЗО Град.
- 290-я пушечная артиллерийская Варшавско-Лодзинская Краснознамённая, орденов Кутузова и Богдана Хмельницкого бригада (район Швайнрих) (72 Д-20)
- 112-я гвардейская ракетная Новороссийская ордена Ленина, дважды Краснознамённая, орденов Суворова, Кутузова, Богдана Хмельницкого и Александра Невского бригадa (Генцроде) (12 9К72 «Эльбрус»)[9]

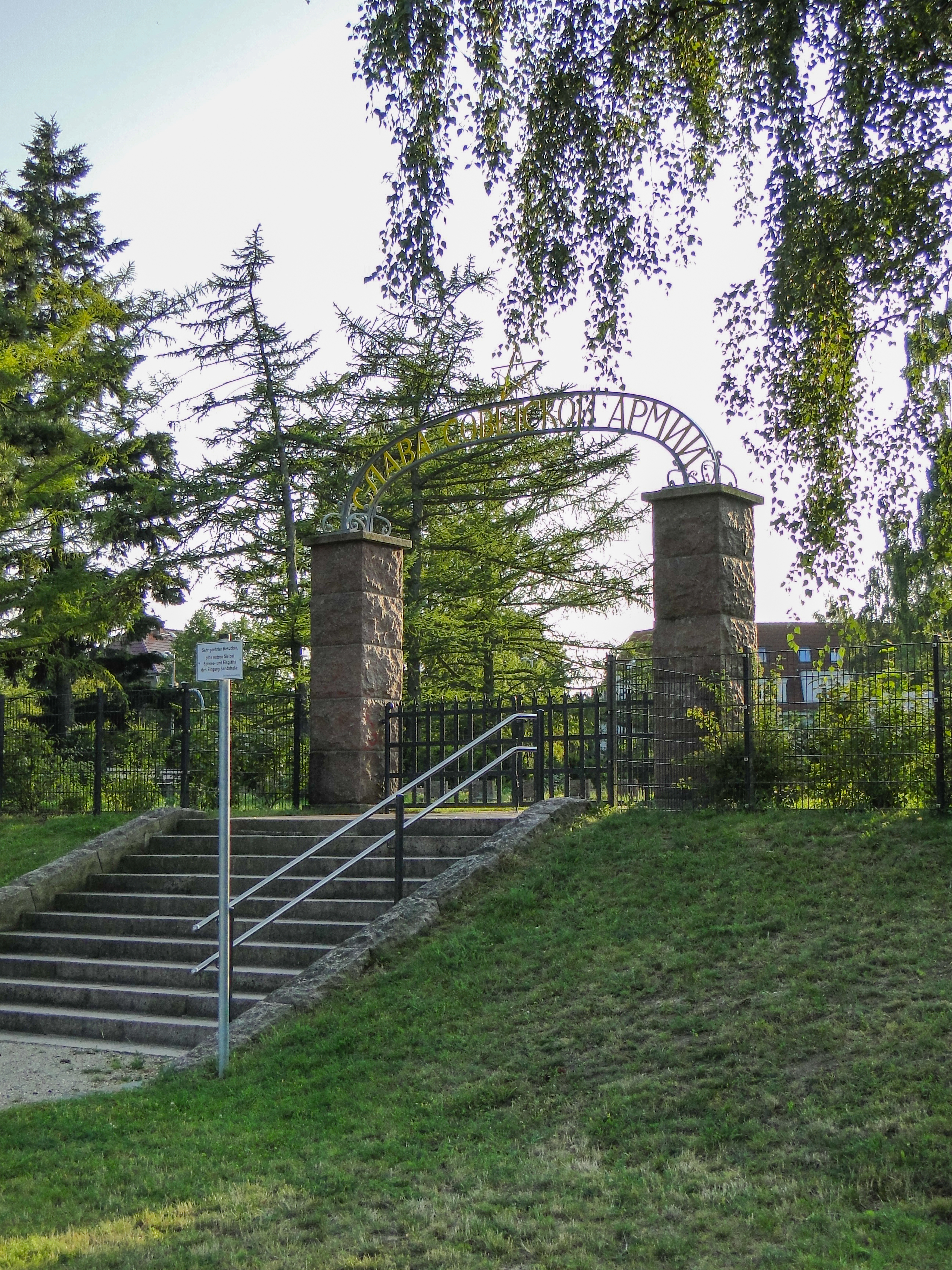
Вход на советское мемориальное кладбище в Шверине.

ОШС 2-й ТА в 1988 г.

- 458-я ракетная бригада (г. Нойштрелиц) (ТРК 9K79 «Точка»)
- 61-я зенитная ракетная бригада (г. Штатс)
- 118-я бригада материального обеспечения (Равенсбрюк)
- 138-й отдельный танковый полк (гарнизон Примервальде)
- 145-й отдельный танковый полк (г. Хиллерслебен)
- 221-й отдельный гвардейский танковый полк (г. Шверин)
- 172-й отдельный вертолётный полк (г. Дамм) (40 Ми-24, 10 Ми-8)
- 439-й отдельный вертолётный полк /боевой и управления/ (г. Пархим) (40 Ми-24, 30 Ми-8)
- 69-й понтонно-мостовой полк (г. Ратенов)
- 5-й отдельный гвардейский Демблинско-Померанский орденов Кутузова и Александра Невского полк связи[10][11][12][13][14] (Равенсбрюк)
- 250-й отдельный радиотехнический полк ОсНаз (г. Штендаль)
- 9-я отдельная вертолётная экскадрилья /боевая и управления/ (г. Нойруппин) (6 Ми-8, 2 Ми-6, 2 Ми-24К, 2 Ми-24Р)
- 1185-й отдельный десантно-штурмовой батальон (Равенсбрюк)
- 480-й отдельный инженерно-сапёрный батальон (г. Ратенов)
- 15-й отдельный переправочно-десантный батальон (г. Ратенов)
- 52-й отдельный батальон засечки и разведки (ОБЗР, г. Ратенов) (12 К-611)
- 52-й отдельный радиотехнический батальон ПВО (Равенсбрюк)
- 636-й отдельный радиорелейный кабельный батальон (Генцроде)
- 908-й отдельный батальон РЭБ (Вулков)
- 297-й отдельный ремонтно-восстановительный батальон АТ (г. Фюрстенберг)
- 310-й отдельный ремонтно-восстановительный батальон БТ (г. Фюрстенберг)
- 315-й отдельный ремонтно-восстановительный батальон спецмашин (г. Фюрстенберг)
- 527-я отдельная рота спецназа (Равенсбрюк)
- 76-й узел связи (г. Фюрстенберг)

## Отличившиеся воины
Управление армии:
- Богданов, Семён Ильич, гвардии генерал-полковник танковых войск, командующий армией.

198-я легкая артиллерийская Варшавско-Лодзинская Краснознаменная бригада:
- Бендиков, Степан Михайлович, подполковник, командир 107 артиллерийского ордена Красной Звезды полка.
- Грехов, Михаил Александрович, полковник, командир бригады.
- Гулеватый, Кирилл Дмитриевич, гвардии подполковник, командир 274 гвардейского лёгкого артиллерийского Краснознаменного ордена Кутузова полка.

3-я гвардейская истребительно-противотанковая артиллерийская Брестская ордена Ленина Краснознаменная бригада РГК:
- Зыкин, Филипп Трофимович, гвардии старший сержант, командир орудия 282 гвардейского истребительно-противотанкового артиллерийского полка.
- Коробешко, Мирон Андреевич, гвардии старшина, старшина батареи 280 гвардейского истребительно-противотанкового артиллерийского полка.
- Морозов, Григорий Константинович, гвардии старший сержант, командир орудия 282 гвардейского истребительно-противотанкового артиллерийского полка
- Чеботаев, Пётр Ефимович, гвардии старший сержант, командир орудия 282 гвардейского истребительно-противотанкового артиллерийского полка
- Шутов, Пётр Данилович, гвардии ефрейтор, командир отделения разведки 282 гвардейского истребительно-противотанкового артиллерийского полка

20-я отдельная истребительно-противотанковая артиллерийская Сталинградско-Речицкая Краснознаменная ордена Кутузова бригада РГК:
- Аноприенко, Михаил Григорьевич, капитан, командир батареи 206 истребительно-противотанкового артиллерийского Калинковичского полка.
- Курасанов, Пётр Семёнович, майор, заместитель командира 206 истребительно-противотанкового аритиллерийского Калинковичского полка по строевой части.
- Радиловский, Семён Ефимович, капитан, командир 4 батареи 206 истребительно-противотанкового артиллерийского Калинковичского полка.

5-й отдельный гвардейский мотоциклетный Варшавско-Берлинский Краснознамённый орденов Суворова и Красной Звезды полк:
- Толстобров, Яков Еремеевич, гвардии старший сержант, автоматчик автоматной роты.

16-й отдельный гвардейский мотоциклетный Прутско-Померанский орденов Кутузова Богдана Хмельницкого и Александра Невского батальон:
- Дикун, Георгий Васильевич, гвардии майор, командир батальона.

Данные о Героях Советского Союза и кавалерах ордена Славы 3-х степеней 9 гв. тк, 12 гв.тк, 7 гв.мк, 9 тк, 1 мк находятся в статьях Википедии об этих формированиях.

## В массовой культуре
- Армия фигурирует в романе Джона Хекетта «Третья Мировая война: Недосказанная история». В ходе начавшейся 4 августа 1985 Третьей Мировой войны, 2-я гв. ТА нанесла удар на Бремен, заняв север Германии и Голландии. 22 августа война была окончена безоговорочной капитуляцией СССР.
- Ряду солдат и офицеров 2-й гв. ТА и её командующему генерал-полковнику Трименко посвящены несколько сюжетных линий романа Ральфа Питерса «Красная армия». В ходе начавшейся войны армия нанесла мощный удар в стык 1-го голландского и 1-го немецкого корпусов Северной группы армий НАТО и в течение первого дня вышла к Зольтау. Несмотря на начавшуюся ночью контратаку немецких и голландских сил и гибель генерал-полковника Трименко от «дружественного огня», армия успешно продолжила наступление, форсировав к концу второго дня войны Везер и на рассвете третьего выйдя к границе Голландии, где и встретила окончание войны в результате капитуляции ФРГ.
- В 1960-е годы в ансамбле песни и пляски армии проходил срочную службу народный артист РСФСР Лев Лещенко[15].